# Echinocereus fendleri
Echinocereus fendleri — рослина з роду ехіноцереус родини кактусових.

## Зовнішній вигляд
Стебло одиночне або кущиться, циліндричне, до 20 см завдовжки і до 6 см в діаметрі, сіро-зелене. Ребра трохи звивисті, кількістю 9-12. Радіальних колючок 5-10, центральних колючок 1-7. Квіти пурпурові, до 10 см у діаметрі. Квіткова трубка вкрита колючками (загальна ознака роду). Може витримувати зниження температури до −15 °C.
Ареал: південь США і північ Мексики.

## Різновиди
- Echinocereus fendleri var. kuenzleri (Castetter, P.Pierce & K.H Schwer.) L.D.Benson
- Echinocereus fendleri var. ledingii (Peebles) N.P.Taylor
- Echinocereus fendleri var. rectispinus (Peebles) L.D.Benson